# Leirsund
Leirsund este o localitate din comuna Skedsmo și Sørum, provincia Akershus, Norvegia, cu o suprafață de 0,73 km² și o populație de 1.365 locuitori (2013).